# 펠리피 아제베두 두스 산투스
펠리피 아제베두 두스 산투스(포르투갈어: Felipe Azevedo dos Santos, 1987년 1월 10일, 우바투바)는 펠리피 아제베두로 불리는 브라질의 축구 선수로, 포지션은 공격수와 공격형 미드필더를 소화한다. 2010년부터 2011년까지 K리그 부산 아이파크에서 활약하였으며, 등록명은 펠리피이었다. 2010 시즌에 9경기 3골, 2011 시즌에 5경기 1도움을 기록하였다.

## 수상

### 스포르트 헤시피
- 코파 두 노르데스치

우승 (1회) : 2014

### 치앙라이 유나이티드
- 태국 FA컵

우승 (1회) : 2017